# Gwendoline Neligan
Gwendoline Frances Elizabeth Neligan (Londra, 23 novembre 1905 – Londra, 10 aprile 1972) è stata una schermitrice britannica, vincitrice di una medaglia d'oro, una d'argento ed una di bronzo ai campionati internazionali di scherma.